# Psara ingeminata
Psara ingeminata is een vlinder uit de familie van de grasmotten (Crambidae). De wetenschappelijke naam van deze soort is voor het eerst gepubliceerd in 1933 door Edward Meyrick.
De soort komt voor in Congo-Kinshasa.